# Hexandria

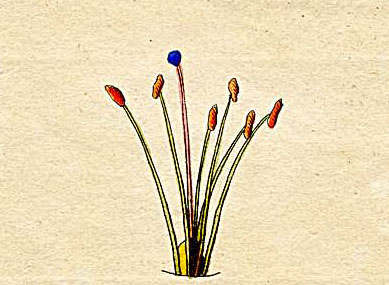
Hexandria

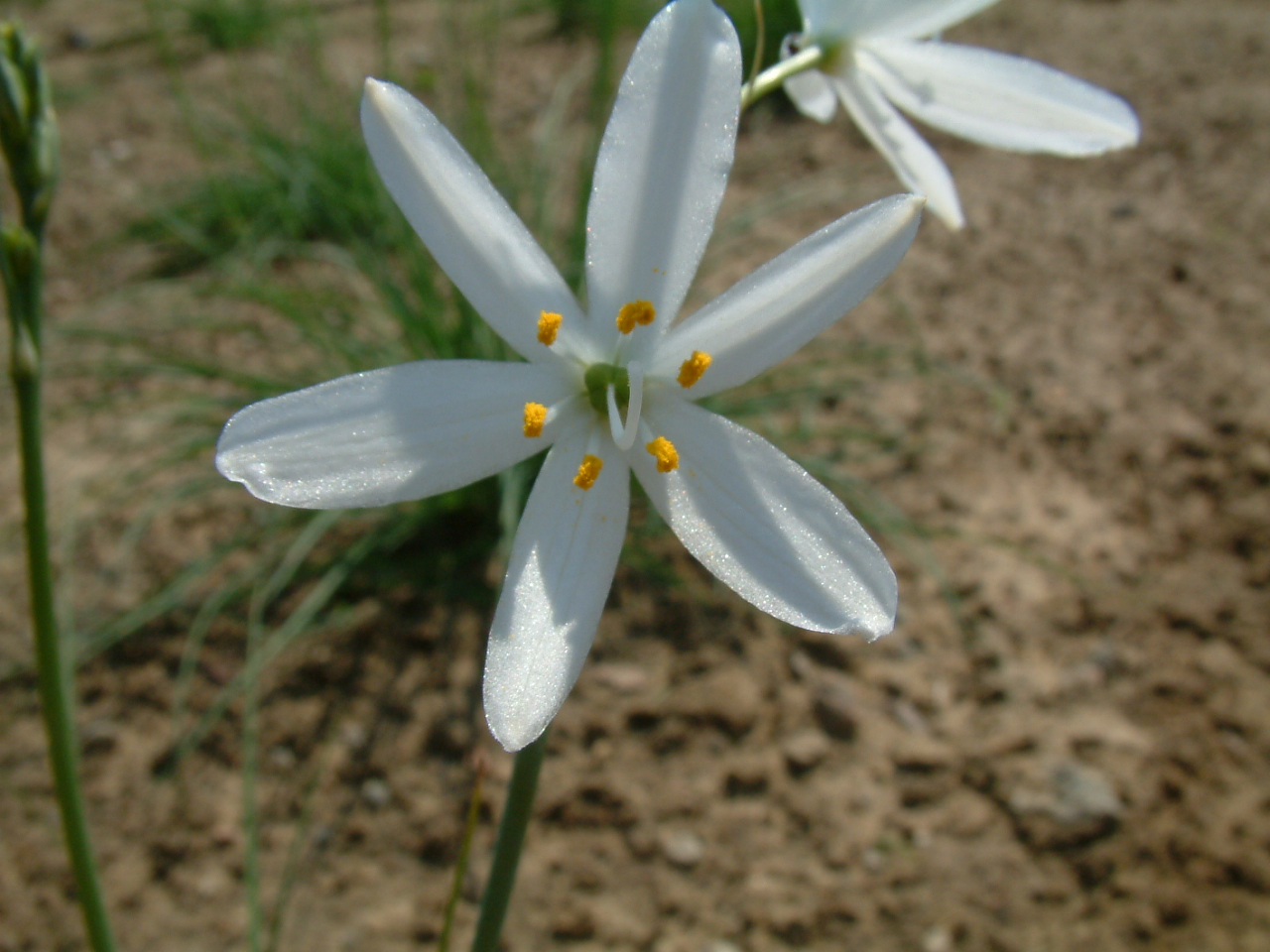
Anthericum lilago (6 estames e 1 pistilo)

Em botânica, hexandria  é uma classe de plantas segundo o sistema de Linné.  Apresentam flores hermafroditas com seis estames livres e iguais.
As ordens e os gêneros que constituem esta classe são:
Ordem 1. Monogynia (com um pistilo)
Gêneros: Bromelia, Tillandsia, Renealmia, Burmannia, Tradescantia, Pontederia, Galanthus, Leucojum, Narcissus, Pancratium, Crinum, Amaryllis, Bulbocodium, Aphyllanthes, Allium, Lilium, Fritillaria, Uvularia, Gloriosa, Erythronium, Tulipa, Ornithogalum, Scilla, Asphodelus, Anthericum, Leontice, Asparagus, Convallaria, Polianthes, Hyacinthus, Cyanella, Aletris, Yucca, Aloe, Agave, Hemerocallis, Acorus, Orontium, Haemanthus, Calamus, Juncus, Richardia, Prinos, Berberis, Loranthus, Frankenia, Peplis
Ordem 2. Digynia (com dois pistilos)
Gêneros: Velezia, Oryza, Atraphaxis
Ordem 3. Trigynia (com três pistilos) 
Gêneros: Flagellaria, Rumex, Scheuchzeria, Triglochin, Melanthium, Medeola, Trillium, Menispermum, Saururus, Colchicum, Helonias
Ordem 4. Tetragynia (com quatro pistilos) 
Gêneros: Petiveria
Ordem 5. Polygynia
Gêneros: Alisma

## Ordem hexandria
No mesmo sistema de classificação, hexandria  é uma ordem das classes Diadelphia, Monoecia , Dioecia e Gynandria.